# Idiocerus larvatus
Idiocerus larvatus är en insektsart som beskrevs av Herrich-schaeffer 1835. Idiocerus larvatus ingår i släktet Idiocerus och familjen dvärgstritar. Inga underarter finns listade i Catalogue of Life.